# لانتانا فلوريدية
لانتانا فلوريدية (الاسم العلمي:Lantana floridana) هي نوع نباتي يتبع جنس اللانتانا من فصيلة اللويزية.